# نور الروابدة
نور الدين محمود علي الروابدة (ولد في 24 فبراير 1997 في عمان، الأردن) لاعب كرة قدم أردني يجيد اللعب في مركز الوسط المدافع كما يجيد اللعب في مركز الوسط المحوري. يلعب حاليا لصالح الفيصلي الذي ينافس في الدوري الأردني الممتاز منذ 2022.

## المسيرة الرياضية

### الأندية
في صيف 2017 تم تصعيد الروابدة إلى الفريق الأول في الجزيرة الأردني. في موسمه الأول 2017-2018 خسر الروابدة برفقة الجزيرة من الفيصلي 1-2 في كأس السوبر الأردنية. ساهم الروابدة في احتلال الجزيرة المركز الثاني في الدوري الأردني للمحترفين 2017–18 برصيد 41 نقطة بفارق 12 نقطة عن البطل الوحدات. وفي بطولة كأس الأردن ساهم الروابدة في تتويج الجزيرة بالبطولة بعدما تغلب في المباراة النهائية على شباب الأردن 2-0 ليتوج الروابدة بأولى بطولاته الشخصية. وفي بطولة درع الاتحاد الأردني المركز الأول في المجموعة الأولى ليتأهل إلى الدور النصف النهائي حيث تغلب على الفيصلي بركلات الترجيح ليواجه الوحدات في المباراة النهائية حيث خسر بنتيجة 0-2. وفي بطولة كأس الاتحاد الآسيوي 2018 ساهم الروابدة في تصدر الجزيرة المجموعة الأولى برصيد 14 نقطة من 6 مباريات على حساب القوة الجوية العراقي والمالكية البحريني والسويق العماني ليتأهل إلى الدور التالي.
في موسم 2018-2019 خسر الجزيرة في بدايته من الوحدات 1-2 في بطولة كأس السوبر الأردنية. ساهم الروابدة في احتلال الجزيرة المركز الثاني في بطولة الدوري الأردني للمحترفين 2018–19 برصيد 49 نقطة بفارق نقطة واخدة فقط عن البطل الفيصلي. وفي بطولة كأس الأردن فقد الجزيرة بطولته التي حققها في الموسم الماضي عندما خسر من الأهلي 0-1 في الدور الثمن النهائي. أما في بطولة كأس الاتحاد الآسيوي فقد أكملها في النصف الأول من الموسم حيث وصل الروابدة مع الجزيرة إلى الدور النصف النهائي حيث خسر من القوة الجوية 1-3. وفي النصف الثاني من الموسم شارك الروابدة مع الجزيرة في كأس الاتحاد الآسيوي 2019 حيث تثدر مجموعته الثانية برصيد 16 نقطة متفوقا على الكويت الكويتي والنجمة البحريني والاتحاد السوري. في الدور الربع النهائي تغلب على الجيش السوري 4-3 في مجموع المباراتين. في الدور النصف النهائي خسر من العهد اللبناني 0-1 في مجموع المباراتين ليخرج من منافسات البطولة مجددا من نفس المرحلة.
في موسم 2019-2020 ساهم الروابدة في احتلال الجزيرة المركز الثاني في بطولة الدوري الممتاز برصيد 44 نقطة بفارق 8 نقاط عن البطل الوحدات. بسبب انتشار جائحة فيروس كورونا فقد بدأت البطولة في 5 مارس 2020 وانتهت في 16 يناير 2021. وفي بطولة درع الاتحاد الأردني خرج الجزيرة من الدور الأول بعد احتلاله المركز الرابع والأخير في المجموعة الثالثة برصيد نقطة واحدة. وفي بطولة كأس الاتحاد الآسيوي 2020 خسر الجزيرة من ظفار العماني والرفاع البحريني لتتوقف البطولة ومن ثم تلغى بسبب انتشار جائحة كورونا.
في موسم 2020-2021 خسر الجزيرة برفقة الروابدة كأس السوبر الأردنية على يد الوحدات بنتيجة 0-2. وفي بطولة درع الاتحاد الأردني ساهم الروابدة في وصول الجزيرة إلى الدور النصف النهائي حيث خسر من الجليل بركلات الترجيح.
في موسم 2021-2022 تراجع مستوى الجزيرة كثيرا برفقة الروابدة حيث احتل الجزيرة المركز السابع في بطولة الدوري الممتاز برصيد 17 نقطة بفارق 12 نقطة عن المتصدر الوحدات. وفي بطولة كأس الأردن ساهم الروابدة في فوز الجزيرة على منشية بني حسن 2-0 من الدور 32.
في 26 يوليو 2021 انتقل الروابدة من الجزيرة إلى المحرق البحريني في عقد يمتد لمدة موسم واحد.

### المنتخبات
شارك الروابدة مع منتخب الأردن تحت 23 سنة في تصفيات بطولة آسيا تحت 23 سنة لكرة القدم 2018 حيث وقع في المجموعة الخامسة التي أقيمت في فلسطين. ساهم الروابدة في احتلال الأردن المركز الثاني برصيد 6 نقاط بعد فوزه على بنغلاديش 7-0 (سجل الروابدة هدفين) وطاجيكستان 2-0 والخسارة من فلسطين المستضيف 2-3 وبالتالي التأهل إلى بطولة آسيا تحت 23 سنة لكرة القدم 2018 التي أقيمت في الصين. وقع الأردن في المجموعة الثالثة حيث تعادل مع السعودية 2-2 وماليزيا 1-1 وخسر من العراق 0-1 ليحتل المركز الثالث برصيد نقطتين ويغادر البطولة.
في تصفيات بطولة آسيا تحت 23 عاما 2020 وقع الأردن في المجموعة الخامسة التي أقيمت بنظام التجمع في الكويت. تصدر الأردن المجموعة برصيد سبع نقاط بعد فوز على الكويت المستضيف 2-1 وقيرغيزستان 3-0 والتعادل مع سوريا 1-1 ليتأهل إلى بطولة آسيا تحت 23 عاما 2020 التي أقيمت في تايلند حيث وقع الأردن في المجموعة الرابعة وساهم الروابدة في فوز الأردن على كوريا الشمالية 2-1 والتعادل مع فيتنام 0-0 والإمارات 1-1 ليحتل المركز الثاني برصيد 5 نقاط ويتأهل إلى الدور الربع النهائي حيث خسر من كوريا الجنوبية 1-2 ليخرج من منافسات البطولة ويفشل في التأهل إلى دورة الألعاب الأولمبية الصيفية 2020.
مع منتخب الأردن استدعي الروابدة من قبل المدرب الإماراتي عبد الله مسفر للمرة الأولى في 5 سبتمبر 2017 للمشاركة أمام أفغانستان عندما فاز 4-1 وفي نهاية المطاف ساهم في احتلال الأردن المركز الأول في المجموعة الثالثة من المرحلة الثالثة من تصفيات كأس آسيا برصيد 12 نقطة وبالتالي التأهل إلى كأس آسيا 2019 التي أقيمت في الإمارات. قرر البلجيكي فيتال بوركيلمانز مدرب منتخب الأردن عدم اختيار الروابدة للمشاركة في كأس آسيا 2019.
شارك الروابدة بطولة اتحاد غرب آسيا لكرة القدم 2019 التي أقيمت في العراق. وقع الأردن في المجموعة الثانية حيث احتل المركز الثاني برصيد أربع نقاط بعد فوزه على السعودية 3-0 والتعادل مع الكويت 0-0 والخسارة من البحرين 0-1 ليخرج من منافسات البطولة. لعب الروابدة جميع مباريات الأردن في البطولة.
وفي المرحلة الثانية من تصفيات كأس العالم 2022 لعب الروابدة جميع المباريات الثمانية ليحتل بعدها الأردن المركز الثالث برصيد 14 نقطة ويخرج من التصفيات ويتأهل إلى الدور الثالث من تصفيات كأس آسيا 2023.

## الألقاب والجوائز
- الأندية
  - الجزيرة
    - كأس الأردن (1): 2017-18